# Savanes (Togo)
10°30′N 0°30′Ø / 10.500°N 0.500°Ø
 For alternative betydninger, se Savanes. (Se også artikler, som begynder med Savanes)
Savanes er den nordligste af Togos fem regioner. Den er inddelt i præfekturene Kpendjal, Oti, Tandjouaré og Tône.
Savanes grænser mod syd til regionen Kara, hvilket er den eneste indenlandske grænse. Derudover grænser den til Ghana mod vest, Burkina Faso mod nord og Benin mod øst.
Floden Oti løber gennem regionen fra det nordøstlige hjørne, til den sydvestligedel, hvor den på en strækning danner grænse til Ghana. 